# Enrique Álvarez Castillo
Enrique Álvarez Castillo   (Guayaquil, 18 d'octubre de 1920 - Guayaquil, 28 de desembre de 2005), conegut com a Moscovita, fou un futbolista equatorià de la dècada de 1940.
Fou 17 cops internacional amb la selecció de l'Equador. Pel que fa a clubs, defensà els colors de Nueve de Octubre, Guayaquil Sport Club, Emelec i Independiente Santa Fe.